# Палоско
Пало̀ско (на италиански: Palosco; на ломбардски: Palosch, Палоск) е градче и община в Северна Италия, провинция Бергамо, регион Ломбардия. Разположено е на 157 m надморска височина. Населението на общината е 5808 души (към 2017 г.).